# Magical Girl Site
Magical Girl Site (jap. 魔法少女サイト Mahō Shōjo Saito) ist eine Manga-Serie des japanischen Zeichners Kentarō Satō. In der Serie, welche sich in die Genres Horror und Drama einordnen lässt, geht es um junge Mädchen, die durch eine mysteriöse Internetseite zu „Magical Girls“ werden. 2017 kam der Ableger Magical Girl Site Sept heraus und 2018 eine Animeserie zum Manga.

## Handlung
Die Schülerin Aya Asagiri lebt in einem Albtraum: Jeden Tag wird sie in der Schule von ihren Mitschülern gemobbt und zuhause wird sie von ihrem älteren Bruder Kaname misshandelt. Eines Tages erscheint auf ihrem Computer eine mysteriöse Website – die Magical Girl Site. Deren Hüterin will Aya einen Zauberstab schenken, mit dem sie zu einem Magical Girl werden kann. Am nächsten Tag findet Aya tatsächlich einen Zauberstab in Form einer Pistole in ihrem Spind, die sie kurz darauf aus Notwehr gegen ihre Peiniger einsetzt. Als sich diese an Aya rächen wollen, wird sie im letzten Moment von ihrer Mitschülerin Tsuyuno Yatsumura gerettet. Sie erklärt Aya, dass auch sie durch die mysteriöse Website zu einem Magical Girl wurde und nicht ihr Feind sei. Die beiden freunden sich an und versuchen gemeinsam herauszufinden, was es mit der Magical Girl Site genau auf sich hat. Zudem müssen Aya und Tsuyuno immer wieder gegen andere Magical Girls kämpfen. Ihre gefährlichsten Gegner sind Ayas ehemalige Peinigerin Sarina Shizukume und die Informantin Rina Shioi, die mit Hilfe eines Zauberstabs ihre Gestalt verändert hat.

## Veröffentlichung
Der sich an ein jüngeres, männliches Publikum richtende Manga erschien ab dem 18. Juli 2013 in Japan. Die Kapitel wurden vom Verlag Akita Shoten zunächst auf der Webcomic-Seite Champion Tap! und später in 16 Sammelbänden veröffentlicht. Am 1. August 2019 wurde die Serie abgeschlossen. Auf Deutsch erschien der erste Band unter dem Titel Magical Girl Site am 12. Mai 2016 bei Tokyopop, der letzte im Juni 2022. Eine französische Übersetzung erscheint bei Akata.
- Band 01: 12. Mai 2016, ISBN 978-3-8420-2512-7
- Band 02: 15. September 2016, ISBN 978-3-8420-2513-4
- Band 03: 12. Januar 2017, ISBN 978-3-8420-2514-1
- Band 04: 13. April 2017, ISBN 978-3-8420-2538-7
- Band 05: 13. Juli 2017, ISBN 978-3-8420-3354-2
- Band 06: 12. Oktober 2017, ISBN 978-3-8420-3691-8
- Band 07: 17. Mai 2018, ISBN 978-3-8420-4176-9
- Band 08: 16. August 2018, ISBN 978-3-8420-4598-9
- Band 09: 15. November 2018, ISBN 978-3-8420-4898-0
- Band 10: 14. Februar 2019, ISBN 978-3-8420-4977-2
- Band 11: 16. Mai 2019, ISBN 978-3-8420-5231-4

Von Oktober 2017 bis August 2018 erschien bei Champion Tap außerdem die Spinoff-Serie Magical Girl Site Sept, die von Toshinori Sogabe gezeichnet wurde. Die Kapitel wurden später auch in zwei Sammelbänden herausgebracht, die im Januar und Oktober 2019 bei Tokyopop auf Deutsch erschienen.

## Anime
Das Studio Production dóA produzierte unter der Regie von Tadahito Matsubayashi eine 12-teilige Anime-Adaption des Mangas. Hauptautor war Takayo Ikami und das Charakterdesign stammt von Sakae Shibuya. Die künstlerische Leitung hatte Minoru Akiba inne. Die Serie wurde vom 6. April bis zum 23. Juni 2018 von den Sendern AT-X, Aomori Television Broadcasting Co, BS-TBS, MBS, SBS und TBS ausgestrahlt. Die Plattform Amazon Prime Video veröffentlichte den Anime international, unter anderem mit deutschen und englischen Untertiteln.

### Synchronisation
| Rolle             | Japanische Stimme (Seiyū) |
| ----------------- | ------------------------- |
| Aya Asagiri       | Yuko Ōno                  |
| Tsuyuno Yatsumura | Himika Akaneya            |
| Rina Shioi        | Aina Suzuki               |
| Nijimi Anazawa    | Yū Serizawa               |

### Musik
Die Musik der Serie wurde komponiert von Keiji Inai. Der Vorspann ist unterlegt mit dem Lied Changing point von i☆Ris und der Abspanntitel ist Zenzen Tomodachi von Haruka Yamazaki.